# Alectrurus
Genre
Alectrurus est un genre de passereaux du centre de l'Amérique du Sud nommés moucherolles. Ses deux espèces sont classées comme étant vulnérables par l'UICN.

## Liste d'espèces
D'après la classification de référence du Congrès ornithologique international (ordre phylogénique) :
- Alectrurus tricolor (Vieillot, 1816) – Moucherolle petit-coq
- Alectrurus risora (Vieillot, 1824) – Moucherolle à queue large